# Düssel
El río Düssel es un pequeño afluente por el lado derecho del río Rin, en el estado alemán de Renania del Norte-Westfalia. Su nacimiento se encuentra entre Wülfrath y Velbert. Después de su nacimiento fluye hacia el oeste a través del Valle de Neander (en alemán Neandertal), donde se encontraron los primeros fósiles del Homo neanderthalensis (hombre de Neandertal), en el año 1856. En la ciudad de Düsseldorf forma un delta dividiéndose en cuatro brazos (Nördliche Düssel, Südliche Düssel, Kittelbach, Brückerbach), que desembocan en el Rhin a pocos kilómetros de la ciudad.
La ciudad de Düsseldorf toma su nombre de este río: Düsseldorf significa la ciudad de Düssel.
- Datos: Q701645
- Multimedia: Düssel / Q701645